# Bayerns regenter

Heraldiskt vapen för Hertigdömet Bayern.

Heraldiskt vapen för Kurfurstendömet Bayern.

Heraldiskt vapen för Kungariket Bayern.

Bayern var ett självständigt hertigdöme från 500-talet till 788. Det återuppstod 907 som ett så kallat stamhertigdöme inom det Tyskromerska riket, Hertigdömet Bayern. Under medeltiden minskades dess territorium och 1253-1503 var Bayern splittrat i flera olika hertigdömen. Den bayerske hertigen var från och med 1623 även kurfurste i Bayern och 1805 upphöjdes Bayern till ett kungarike. ¨
Monarkin avskaffades 1918 som en följd av Tysklands nederlag i det första världskriget.

## Lista

### Hertigdömet Bayern(907–1623)
- Johan II av Bayern 1392-1397
- Stefan III av Bayern 1395-1402
- Ernst av Bayern 1397-1438
- Vilhelm III av Bayern 1397-1435
- Adolf av Bayern 1435-1440
- Albrekt III av Bayern, den fromme 1438-1460
- Johan IV av Bayern 1460-1463
- Sigismund av Bayern 1460-1467
- Albrekt IV av Bayern, den vise 1460-1508
- Vilhelm IV av Bayern 1508-1550
- Albrekt V av Bayern 1550-1579
- Vilhelm V av Bayern 1579-1597
- Maximilian I av Bayern 1597-1623

### Kurfurstendömet Bayern(1623–1806)
- Maximilian I av Bayern 1623-1651
- Ferdinand av Bayern 1651-1679
- Maximilian II Emanuel av Bayern 1679-1726
- Karl Albrekt av Bayern 1726-1745
- Maximilian III Joseph av Bayern 1745-1777
- Karl Theodor av Bayern 1777-1799
- Maximilian IV Joseph av Bayern 1799-1806